# 너티너츠
《너티너츠》(영어: Naughty Nuts)는 모스테입스와 EBS가 제작하고 투니버스(CJ E&M)가 투자하는 한국과 영국의 합작애니메이션이다. 2017년 2월 28일부터 5월 23일까지 매주 화요일 오후 7시에 방영했다.

## 방송 일시
| 방송 채널 | 방송일                            | 방송 시간                       |
| --------- | --------------------------------- | ------------------------------- |
| EBS 1TV   | 2017년 2월 28일 ~ 2017년 5월 23일 | 매주 화요일 오후 7시 ~ 7시 30분 |

## 목소리 출연
- 이선주: 켄
- 엄상현: 알몬도
- 전태열: 프레드
- 홍범기: 앗소, 스팍스
- 정영웅: 크러스트
- 김은아: 아만다, 레이디 케이
- 박성태: 주요 캐릭터

## 스태프
- Copyright © MOSTAPES, EBS, CJ E&M All rights reserved (유료방송판)
- 제작지원: 방송통신위원회, 방송통신발전기금 (EBS판)
- 책임프로듀서: 정영홍 (EBS판)
- 프로듀서: 김현우 (EBS판)
- 공동제작: MOSTAPES, EBS
- 제작투자: 유니온투자파트너스, CJ E&M
- 기획 / 감독: 김재희
- TV 시리즈 개발: 김재희, 조용훈
- 크리에이티브 디렉터: 조용훈
- 프로듀서: 김창현, 박지혜
- 제작 프로듀서: 김영석
- 시나리오: 김재희
- 시나리오 협력: Dave Skwarczek
- 시나리오 보조: 최철진
- 레이아웃 감독: 조용훈
- 레이아웃: 배유정, 조채우, 김영석, 박준서
- 애니메이터: 노유경, 박대경, 박준서, 최진주
- 캐릭터 디자인: 김재희
- 캐릭터 디벨럽: 김아름잔디, 조채우, 조용훈, 노유경, 최영훈
- 배경 디자인: 창지웅, 신혜원
- 배경, 소품 디자인 / 배경컨셉: 창지웅, 신혜원, 조채우, 김영석, 조용훈, 이경화, 이세영
- 그래픽 디자인: 김아름잔디
- 3D 그래픽 디자인: 김정환
- 편집: 김영석
- 애니메이션 외주제작: 펠릭스 스튜디오 (박준석, 최지혜, 임현주, 최태주, 송석미, 최선정), 스튜디오티앤티 (나인완, 박영주, 윤창대, 이유진, 이호진, 한수연, 김성수, 김현정), 픽셔너리 아트팩토리 (조규석, 임보라미, 김성준, 원동우, 홍재성, 박대경, 안혜영, 박보혜, 박소라, 전소희, 황인정, 이송원), 롤리팝 (김보람, 선길숙, 김혜숙, 이구선, 양연숙, 이영숙)
- 콘텐츠 사업 총괄: 김창현, 박지혜
- 유니온 투자 파트너스
  - 제작 투자: 이재우
- CJ E&M
  - 제작 투자 총괄: 신동식
  - 제작 투자 책임: 석종서
  - 제작 투자 진행: 정찬경, 김민경
  - 해외사업: 이현정, 이수지, 엄의동, 손민선
  - 중국사업: 이강산, 이미지, 이채윤 (유료방송판)
- 제작지원: 한국콘텐츠진흥원, SBA
- 사운드: 둥 사운드
- 사운드 슈퍼바이저 (EBS판) → 사운드 수퍼바이저 (유료방송판): 박정영
- 음악감독: 김진한
- 작곡: 김진한, 이준엽, 윤영훈
- 효과음: 박규식, 박진희, 황혜정
- 녹음: POPES
- 믹싱: 강희중, 부유정
- 주제가 작곡: 김정아, 김태진, 윤주현
- 엔딩곡 Rap: Nok.A
- 엔딩곡 노래: 최다인, 안소명, 최현서, 노소망, 노시은, 노시영, 김도은
- 녹음 / 믹스: 엄찬용(리드사운드)
- 문자 그래픽: 김지예
- 음향: 권성학
- 기술감독: 김진호
- 연출: 정애진
- 기획: EBS
- 제작: 모스테입스, EBS, CJ E&M

## 방영 목록
| 회차 | 제목                              | 스토리                                               | 스토리보드                                           | 방송 일자       |
| ---- | --------------------------------- | ---------------------------------------------------- | ---------------------------------------------------- | --------------- |
| 1화  | 석상의 저주아만다의 일기장        | 김재희, 조용훈김재희, 최성민, 조용훈                 | 조용훈                                               | 2017년 2월 28일 |
| 2화  | 더블 콤보완벽한 퍼즐              | 김재희김재희, 조용훈                                 | 조용훈, 김보성, 이종훈조용훈                         | 2017년 3월 7일  |
| 3화  | 데빌돌런치킨                      | 김재희, 조용훈                                       | 조용훈조용훈, 김재희                                 | 2017년 3월 15일 |
| 4화  | 맥스맨가짜 켄                     | 김재희, 김은경, 이진우, 이정수김재희                 | 조용훈, 이진우, 이정수, 배유정조용훈, 김재희, 노유경 | 2017년 3월 21일 |
| 5화  | 탐정 코트                         | 김재희, 조용훈                                       | 조용훈                                               | 2017년 3월 28일 |
| 6화  | 레이디 케이의 소개팅마법사의 조수 | 김재희, 최성민, 이진우, 이정수김재희, 조용훈, 최철진 | 조용훈, 이진우, 이정수조용훈                         | 2017년 4월 4일  |
| 7화  | 카드 도둑돌아온 악당              | 김재희, 이진우, 이정수김재희, 김은경, 조용훈, 최성민 | 조용훈, 김재희, 이진우, 이정수조용훈, 박성은         | 2017년 4월 11일 |
| 8화  | 콜드 케이스피자 쿠폰              | 김재희김재희, 최철진                                 | 조용훈고세윤, 박준서, 조채우, 김재희                 | 2017년 4월 18일 |
| 9화  | 프로파일러 앗소                   | 김재희, 조채우, 배유정                               | 배유정, 박성은                                       | 2017년 4월 25일 |
| 10화 | 터프탐정 미키                     | 김재희, 이진우, 이정수                               | 조용훈, 이진우, 이정수                               | 2017년 5월 2일  |
| 11화 | 퀴즈왕 미스터 Q앗소의 부업        | 김재희                                               | 조용훈조채우, 배유정                                 | 2017년 5월 9일  |
| 12화 | 탐정게임                          | 김재희                                               | 배유정                                               | 2017년 5월 16일 |
| 13화 | 크러스트의 비밀번호               | 김재희                                               | 조용훈, 조채우                                       | 2017년 5월 23일 |

## 관련 서적
- 필름북은 대원씨아이(대원키즈)에서 발행하고 있으며, 2018년 8월 기준으로 2권이 출간되었다. 스티커 미니북도 나왔다.

### 필름북 발행 일자
| 회차 | 제목                 | 발행 일자       |
| ---- | -------------------- | --------------- |
| 1화  | 석상의 저주          | 2018년 1월 20일 |
| 2화  | 더블 콤보            | 2018년 1월 20일 |
| 3화  | 데빌돌               | 2018년 1월 20일 |
| 4화  | 런치킨               | 2018년 1월 20일 |
| 5화  | 탐정 코트 part1      | 2018년 7월 25일 |
| 6화  | 탐정 코트 part2      | 2018년 7월 25일 |
| 7화  | 레이디 케이의 소개팅 | 2018년 7월 25일 |
| 8화  | 카드 도둑            | 2018년 7월 25일 |